# 葉大遒
葉大遒（1845年—1907年），字敷恭、號鐸人，福建福州府閩縣（今福建省福州市）人，清朝政治人物、進士出身。
同治四年，鄉試中舉。光緒六年，登進士，改庶吉士。光緒九年，任翰林院編修。光緒十一年，任武英殿協修官、國史館協修官。光緒十四年，任武英殿纂修官。光緒十九年，任武英殿總纂官。次年，交軍機處記名以道府用。光緒二十一年，任國史館纂修官。次年改武英殿提調官。后任廣東雷瓊兵備道。光緒二十七年，勒令休致。